# Cibungur (Cigemblong)
Cibungur is een bestuurslaag in het regentschap Lebak van de provincie Banten, Indonesië. Cibungur telt 2049 inwoners (volkstelling 2010).